# Джемаль, Гейдар Джахидович
Гейда́р Джахи́дович Джема́ль (азерб. Heydər Cahid oğlu Camal; 6 ноября 1947, Москва — 5 декабря 2016, Алма-Ата) — российский исламский политический и общественный деятель, философ и поэт.
Председатель Исламского комитета России; сопредседатель и член президиума Общероссийского общественного движения «Российское исламское наследие»; постоянный член Организации Исламо-арабская народная конференция (ОИАНК); один из инициаторов создания и член координационного совета Левого фронта России; депутат Национальной ассамблеи Российской Федерации. Принимал участие в Маршах несогласных.

## Биография

### Происхождение
Родился в семье азербайджанца и русской. Его отец, Джахид Джемаль (1928—2011), заслуженный художник России, родился в Карабахе, селении Гюлаблы Агдамского района Азербайджана. Учился в Азербайджанском государственном художественном училище имени Азима Азимзаде. Окончил Московский художественный институт имени Сурикова по специальности художник-живописец, член Союза художников СССР (с 1957 года), преподавал сначала в МАРХИ, а затем в Строгановке. Начиная с 1977 года Джахид Джемаль работал в МГТУ имени А. Косыгина, где занимал должности доцента, а позже профессора кафедры рисунка и живописи. На протяжении двадцати четырёх лет, с 1982 по 2006 годы, являлся заместителем декана факультета прикладного искусства. Дед по отцу, Шамиль Мирзоев, сначала возглавлял отдел по борьбе с бандитизмом в НКВД Закавказской республики, во время Великой Отечественной войны был военным комиссаром Карабаха, затем председателем Верховного Суда Азербайджанской ССР. 
Мать — профессиональная наездница Ирина Леонидовна Шаповалова. Была дрессировщицей крупных хищников, держала в театре Дурова рысь по кличке Мерси. Её отец, Леонид Шаповалов, был искусствоведом, педагогом, заместителем министра культуры, в 1943—1950 годах — директором Малого театра, позже — профессором и заведующим кафедры философии ГИТИСа, преподавал в Высшей партийной школе. По материнской линии Джемаль — прямой потомок генерала Шепелева.
Согласно Гейдару Джемалю, все его предки были либо атеистами, либо осторожными агностиками. Поскольку он с самого начала идентифицировал себя как азербайджанец, чтобы дистанцироваться от окружающих, а те мусульмане, то он и стал читать соответствующие книги. В итоге, по Г. Джемалю, ислам стал площадкой его самоидентификации.

### Жизненный путь
В 1965 году, после окончания школы поступил в Институт восточных языков при МГУ, но через год был отчислен из него с формулировкой «в связи с проявлением буржуазного национализма». Работал токарем, а также подрабатывал репетиторством, преподавая иностранные языки. Недоучившегося студента устроили корректором в издательство «Медицина». Там он познакомился с выпускником биологического факультета МГУ Ильёй Москвиным. Тот работал в «Медицине» редактором, занимался литературой по психиатрии. Джемаль говорил знакомым, что Москвин «открыл ему новый мир». Кроме психиатрии, Москвин познакомил Джемаля в конце 1967 года с «шизоидным подпольем» (кружок на Южинском). К тому времени Джемаль уже был женат, у него рос сын Орхан.
В 70-х был членом эзотерического кружка «Чёрный орден SS», группировавшегося вокруг Евгения Головина. В 1979 году установил связи с исламскими кругами в Таджикской ССР. 
В конце 1988 года Джемаль вместе с Дугиным вступил в общество «Память», став членом координационного совета, но менее чем через год с ним же был исключён за то, что «контактировал и контактирует с представителями эмигрантских диссидентских кругов оккультистско-сатанинского толка, в частности, с неким писателем Мамлеевым». С 1989 года принимает участие в исламской политической деятельности в СССР. С августа 1986 года по июнь 1989 года состоял на учёте в МВД СССР как больной шизофренией с инвалидностью второй группы. Журналист «Независимой газеты» Григорий Нехорошев писал по этому поводу: «Психиатрией интересовался и Гейдар Джемаль. В середине 70-х друзья посоветовали ему разыграть душевное недомогание, чтобы как-то решить проблемы с милицией, которая пыталась привлечь юношу „за тунеядство“. У Гейдара всё получилось неплохо: его поставили на учёт в психоневрологическом диспансере». Однако сам Джемаль в мемуарах («Сады и пустоши») описывает это иначе: будучи призван в армию, он отказался дать присягу и, чтобы избежать трибунала, симулировал сумасшествие. В 1990 году Гейдар Джемаль принял участие в создании в Астрахани Исламской партии возрождения и стал заместителем председателя этой партии. В том же году он создал независимый информационный центр «Таухид» и с 1991 по 1993 год издавал газету «Аль-Вахдат» («Единение»). С 1993 года начал издавать журнал «Ат-Тавхид» («Единобожие»).
Джемаль был свидетелем и участником гражданской войны в Таджикистане (1992—1993). 
В 1993 году принял участие в Хартумской конференции, на которой была создана международная мусульманская организация «Исламский комитет».
Летом 1995 года создал и возглавил «Межрегиональное общественное движение Исламский комитет» (официально зарегистрированное в декабре).
С 1993 по 1996 год Гейдар Джемаль вёл исламский раздел в передаче «Ныне» на Первом канале, в конце 1990-х, начале 2000-х годов вёл телепередачи «Все суры Корана» на канале «Культура» и «Тысяча и один день» на канале РТР. Религиовед Р. А. Силантьев отмечает, что «на закрытие этих программ не в последнюю очередь повлиял маргинальный философ Гейдар Джемаль, не стеснявшийся использовать их для пропаганды своих экстремистских взглядов».
В 1998 году прочитал на философском факультете МГУ лекции на тему «Традиция и реальность».
На выборах депутатов Государственной Думы в 1999 году пытался пройти по списку политического блока «Движение в поддержку армии».
10 марта 2010 года подписал обращение российской оппозиции «Путин должен уйти».
Умер в ночь на 5 декабря 2016 года в Алма-Ате, где находился на лечении. Рассказывая про обстоятельства смерти, тележурналист Максим Шевченко сообщил следующее: «Гейдар более 2 месяцев боролся с тяжёлой формой онкологии в Алматы. Он испытывал страшные боли. Казахстанские врачи сделали всё, что в их силах, чтобы избавить его от этих болей. Он заранее знал, что умрёт, и сам выбрал местом захоронения тюркскую землю рядом со своими мусульманскими братьями-сёстрами. Семья также дала согласие на его похороны в Алматы. Если бы его тело привезли в Москву, то похоронили бы на мусульманском кладбище на окраине города. Мне кажется, его душе так будет спокойнее».
Похоронен 6 декабря 2016 года на кладбище Баганашил в Алма-Ате по мусульманскому обычаю; по словам муфтия Духовного управления мусульман Казахстана, проводившего погребальную молитву, Джемаль хотел быть похороненным там, где закончится его жизнь.

### Семья
- Первая супруга Гейдара Джемаля — Елена Джемаль (будущая жена Евгения Головина) — мать Орхана Джемаля, сам Орхан утверждал, что его мать «…выпадала из советского социума», «большую часть жизни проработала регентом церковного хора», «…была православная. Это называется клирошанка, то есть часть клира, часть церкви, не рукоположённая, а где-то рядом находящаяся. На самом деле, более антиклерикального человека я в своей жизни не видел. …Она была настолько ядовита по отношению к попам! При том, что она была, безусловно, очень верующая и очень внутри религии находящаяся»[32].
- Вторая супруга: Гюльнар Джемаль (Галина Норская) знакома с Гейдаром с 1982 года (через знакомых в нонконформистских кругах, где Гейдар «фигурировал, как некий мэтр — эзотерик, „шейх“»[33]). Приняла Ислам и приняла предложенное им имя Гюльнар («цветок граната» по персидски).
- Дети: Орхан (1966—2018), Каусар (род. 1998 г.).

## Религиозные взгляды
Относительно вероисповедания Джемаля существует дискуссия. Так религиовед и исламовед Р. А. Силантьев указывали, что Джемаль исповедовал ислам шиитского толка и был джафаритом. В то же время глава Всемирного форума татарской молодёжи Руслан Айсин, который многие годы был учеником Джемаля, 6 декабря 2016 года в связи с похоронами Джемаля заявлял следующее: «Его похоронили по-суннитски — он был суннитом, а вообще являлся противником разделения. Он считал, что платформа мусульман — это платформа объединения, и он всячески настаивал на этом. Его философия и методология были основаны на том, что мусульмане должны объединиться. Гейдар Джемаль говорил, что 73 существующих ныне течения к концу времён сольются воедино: в каждом течении будут частицы истины, которые со временем каплями вольются в ручей истины». 

Также интернет-порталом «Голос ислама» сообщается о том, что Гейдар Джемаль долгое время исповедовал шиитское течение, но в последние годы изменил своё мнение о нём:
Надо сказать, что в последние годы своей жизни Гейдар по милости Аллаха совершил резкий и непростой для него в моральном и интеллектуальном отношении поворот — к своей Умме, какова она есть и какова она была на протяжении её истории. Будучи долгие годы не просто шиитом, а наиболее ярким и убедительным русскоязычным шиитом, он, осознав в разгар Джихада в Шаме, что шииты и шиизм превратились в силу, противостоящую собственно Исламу и Умме, сделал решительный выбор в пользу последних. Этот выбор был особенно ценен, учитывая то, что делался в тот момент, когда Гейдар уже знал, что тяжело болен и, возможно, осознавал, что его земной путь уже на исходе.

В то же время сам Джемаль в 2008 году на своём официальном сайте заявлял следующее:
Последнее время многие спрашивают меня о моей принадлежности к тому или иному направлению внутри Ислама. Некоторые говорят: «Мы во многом согласны с Вами, но вот Вы шиит. О, если бы Вы не были шиитом!..»
Чтобы раз и навсегда снять всякие вопросы, возникающие у братьев, официально заявляю следующее:
1. Я следую сам и поддерживаю всех, кто следует, Корану и достоверной Сунне Пророка (С.А.С.).
2. Я выступаю за полное и нераздельное теологическое и политическое единство всех мусульман на платформе джихада на пути Аллаха до тех пор, пока вся религия на земле не будет принадлежать Ему Одному.
3. Я не следую ни за одним из ныне живущих шиитских муджтахидов.
4. Я категорически отвергаю пантеизм и основанную на нём суфийскую акыду, в первую очередь, учение Мухиэддина ибн эль-Араби, лежащее в основе ирфана Кумской теологической школы.
5. Я НЕ проклинаю никого из праведных халифов (Да будет доволен ими Аллах!).
6. Я считаю, что во всех направлениях Ислама, созданных искренними мусульманами, совершающими усилия на пути Аллаха, кроме заблуждений содержится и зерно правды, которое будет востребовано в 73-м направлении, призванном осуществить полную победу мусульман над даджалом под руководством ожидаемого Махди (а по поводу прихода Махди согласны все направления мусульман!).

## Философские и политические взгляды

### Оценки
Философские и политические взгляды Джемаля оцениваются в обществе неоднозначно, поскольку для одних он «фигура антисистемного интернационала лево-исламских сил», а для других (С. Б. Переслегин) «левый исламский радикал, человек очень умный, но он всё же смотрит на дело со своей колокольни».
Социолог Борис Кагарлицкий считает, что Джемаль «не просто философ и теолог, но и общественный деятель, занимающий самостоятельную позицию, решительно противопоставляющую его большинству мусульманского духовенства». Кагарлицкий отмечает, что политические взгляды Джемаля («революционная теология») представляют собой попытку «соединить потенциал сопротивления, накопленный в исламе, с опытом и структурами левого движения» и являются неким исламским аналогом «теологии освобождения, распространённой среди радикальных католиков Латинской Америки». Также Кагарлицкий отмечает, что «Политический ислам Джемаля — это „теология революции“. В определённой мере он опирается на идейный опыт „красных мусульман“, сыгравших немалую (и в полной мере ещё не исследованную) роль в революционных событиях 1917—1919 годов. Как и большинство исламских критиков Запада, Гейдар Джемаль занимает жёсткую антиамериканскую позицию. Однако, его антиамериканизм является в первую очередь антиимпериалистическим. Сопротивление Америке рассматривается им не как противостояние чуждой культуре или религии, а как антибуржуазное восстание».
Известный журналист и писатель А. С. Челноков писал, что «Несколько человек, в их числе и Джемаль, изучали труды мистиков и эзотеристов, добытые с превеликими усилиями в спецхранах „иностранки“. Томящиеся в собственном соку, „чернокнижники“ чудачили как могли: придумывали ритуалы, наподобие тех, что приняты в сатанинских сектах; обряды инициации (посвящения) сопровождались обильными возлияниями и употреблением наркотических снадобий».

### Книга «Освобождение ислама»
«Освобождение ислама» — книга собранных статей, опубликованных в начале 2000-х годов.
Социолог Б. Ю. Кагарлицкий исследует взгляды Джемаля в контексте сопротивления мировой системе угнетения и несправедливости: «Идеи Джемаля могут рассматриваться как исламский аналог „теологии освобождения“, распространённой среди радикальных католиков Латинской Америки». Джемаль чётко обозначает свои левые политические взгляды. Пытается «соединить потенциал сопротивления, накопленный в исламе, с опытом и структурами левого движения». Основой для теологии Гейдара Джемаля является понятие «авраамической религии». Объединяющая иудеев, христиан и мусульман, авраамическая религия несёт в себе дух свободы. Моисей бросил вызов фараону, и борьба продолжается до сих пор. Теология методично антиклерикальная. «Именно в развитии клерикализма Джемаль видит „проигрыш исторического христианства“: „Попы украли слово Христа“». «Никейский Собор — это своего рода термидорианский переворот в христианском движении. Возникла новая „каста“ священнослужителей, которые навязали пастве Символ веры и закрепили своё господство. Именно поэтому потребовалось возрождение революционной традиции — в исламе». Политический ислам — это «теология революции». Джемаль сравнивает противостояние двух систем Старого и Нового Света. Старый Свет — это место рождения всех трёх «авраамических религий», которому противостоит Америка. Идея книги «Освобождение ислама» опирается не на геополитическое соперничество, а на революционное восстание. Создание хаоса даёт возможность для создания государства иного уровня. Поэтому революция нужна.

### Апология ваххабизма и терроризма
Издание Lenta.ru отмечает, что в своей публицистической деятельности Гейдар Джемаль «нередко выступает с апологией исламизма, ваххабизма и других „измов“», хотя в то же время «борется против дискриминации по религиозному признаку, либерализма, глобализма и сионизма. Подобные взгляды популярны среди российских левых, так что вполне логичным выглядит присутствие Джемаля в координационном совете „Левого фронта“».
Отвечая в прямом эфире телеканала «Культура» на вопрос: «Можете ли вы сейчас, публично, заявить, что шахиды, которые убивают невинных людей, это преступники? Что ни в какой рай они не попадут и гурий никаких не получат?», Джемаль ответил: «Шахиды — это, конечно, мусульмане. Они делают то, что они должны делать. И они получат всё, что им обещано…».
По словам Джемаля, «ваххабизм — это прежде всего борьба против традиционной кланово-племенной структуры», и «сегодняшние исламские силы, которые ведут против него („архаичного кавказского общества“) борьбу, представляют собой антиархаическую, новую модель исламского эгалитарного сознания. Это единственный шанс Кавказа на спасение в следующей эпохе».
В эфире экстренного выпуска программы «Сегодня» телеканала НТВ Джемаль заявил, что террористический акт во время мюзикла «Норд-Ост» был проведён «людьми, которые верят в то, что творят» и им удалось нанести серьёзный «удар по авторитету высшей власти в России», а инициаторами выступили международные радикальные исламские организации, которые намеревались «вбить клин между Россией и исламским миром».
По данным журналиста М. М. Дейча по поводу захвата террористами Шамилем Басаевым, Асланбеком Абдулхаджиевым и Асланбеком Исмаиловым больницы в Будённовске, Гейдар Джемаль сказал, что «Месть — это законное действие, единственное, что гарантирует нам сохранение достоинства, жизни и имущества. Басаев действовал адекватно, захватывая заложников в Будённовске». 14 октября 2013 г. в эфире телепередачи «Познер» Джемаль заявил Владимиру Познеру, что не говорил этих слов.
В интервью «Российской газете» про случай во время террористического акта в Беслане, когда мать одного из боевиков благословляла его на захват школы, Джемаль заявил: «Верующая мусульманка не может не знать, что убийство невинных, да ещё детей, величайший грех по Корану. Значит, перед нами двойное отступничество от веры, не только сына, но и матери, которая благословила его на такое зверство. Единственное, что допускаю: эта мать просто не понимает, в какую идеологическую провокацию против ислама замешан её сын, который, конечно, участвует в ней лишь в качестве манипулируемой пешки.»
По мнению Гейдара Джахидовича, в заявлении Доку Умарова о намерении избегать жертв среди гражданского населения, где тот оговорился, что граждане России могут считаться дозволенными целями, нет ничего, что выходило бы за рамки современных методов ведения войны. Позже Гейдар Джахидович дополнительно высказался об этом: «Исламское сообщество было потрясено и поставлено в совершенно ложное и тупиковое положение заявлением, которое распространил Доку Умаров. Во-первых, его заявление противоречит принципам исламского сообщества. Оно противоречит принципам ненападения на женщин и детей. Кроме того, заявление указывает на то, что Доку Умаров — манипулируемая фигура, если не марионетка в чистом виде».
В интервью газете «Новые Известия» журналист Дмитрий Тараторин задал вопрос: «В вашем изложении представители исламского сопротивления, в отличие от „криминал-националов“, просто рыцари без страха и упрёка. А что вы скажете об Арби Бараеве, который называл себя ваххабитом и в то же время прославился как один из крупнейших торговцев людьми?». На это последовал ответ, что Бараев был агентом российских спецслужб, и именно этим объясняется его низкий моральный уровень. На вопрос же о связи ваххабизма с терроризмом Джемаль ответил критикой «антитеррористической истерии, нагнетаемой властью».
8 марта 2005 года назвал уничтоженного в ходе специальной операции бойцами российского спецназа формального лидера чеченских боевиков Аслана Масхадова истинным шахидом. По мнению Джемаля, Масхадов «был ключевой фигурой, последовательно выступавшей за установление мирного процесса».
Гейдар Джемаль опубликовал воззвание под заглавием «Провокация против братьев», в котором отметил, что Саид Бурятский — ведущий идеолог джихада, а сам джихад является вершиной ислама.

### О войне на Кавказе
В 1999 году Гейдар Джемаль заявил, что война на Кавказе выгодна «прежде всего официальному Кремлю, президентской свите, а также — правящей группировке в Махачкале, так называемому „даргинскому клану“». Отметив, что «боевые действия в Дагестане призваны переключить внимание российского общества с подлинных врагов России — антинародного ельцинского режима, и сионистских олигархов — на кавказцев, которые должны занять место „врага номер один“, отодвинув в тень США, Израиль и их пособников — гайдаров, чубайсов и т. д.».

### О карабахском конфликте
«Если бы не Москва, нагорно-карабахский конфликт давно был бы разрешён. Россия выступает антигарантом, благодаря которой тлеют конфликты вокруг Грузии, Армении и Азербайджана. Армения не способна существовать с сегодняшней численностью населения сниженной до одного миллиона, с политическим кризисом во власти и с экономикой, находящейся на грани выживания».
«Если бы не российская поддержка Армении, вопрос существования армянского государства был бы закрыт. Но Москве очень выгодно сохранять и поддерживать эту армянскую язву с тем, чтобы оказывать давление на Азербайджан. Для Грузии такой язвой служит Южная Осетия и Абхазия».
"Азербайджан избрал союз с американо-израильским тандемом в ущерб взаимоотношениям с исламским миром. В то время как американо-израильский тандем абсолютно не заинтересован в урегулировании нагорно-карабахского конфликта, точно так же, как и Россия". Однако мировой кризис должен разрушить возможности России поддерживать Армению, и проблема Нагорного Карабаха будет закрыта. Согласно Джемалю, это должно было произойти в марте 2009 года.
Решение карабахского конфликта, согласно Джемалю, кроется в упразднении Армении как государства, и передаче земель Азербайджану. Аналогичное упразднение с передачей территорий Джемаль предлагает и для Израиля. Для проживающих на этих территориях армян и евреев Джемаль предлагает следующий сценарий:

По сути, армяне могут прекрасно ужиться на территории Иреванского ханства, то есть на территории Азербайджана. Ради Бога, они могут там жить себе спокойно, чинить ботинки, играть на дудках. Просто Армении как суверенного государства не должно быть, вот и всё. Точно так же не должно быть и Израиля — это фундаментальное требование всех правоверных мусульман. Евреи могут жить там исключительно на правах граждан единого Палестинского государства.
В другом интервью Г. Джемаль отметил по поводу убийства армянским снайпером азербайджанского мальчика, что армяне являются маргинальной этнической группой и они в состоянии вражды с человечеством. Он также считает, что армяне являются врагами Бога и, возможно, получат воздаяние уже очень скоро. Джемаль также заявил, что «Армения однозначно должна быть уничтожена как государственное образование».

### Отношение к российским муфтиям
Конфликт разгорелся на фоне заявления Джемаля об изменении российского герба. Джемаль потребовал «сбить кресты с корон российского орла». Вследствие этого последовала реакция председателя президиума Духовного управления мусульман европейской части России Равиля Гайнутдина, заявившего: «Мы живём в светском государстве и уважаем государственную символику Российской Федерации, принятую Государственной Думой и утверждённую Президентом России». Гайнутдин сообщил, что в гербе России он не видит ничего оскорбительного для ислама.
Джемаль, отвечая на вопросы участников интернет-конференции «Исламская стратегия на Кавказе», заявил, что «Современные российские официальные муллы — прямые выходцы „из шинели Сталина“. Кроме того, они гораздо забитее и трусливее своих православных „коллег“, не осмеливаются настаивать даже на том, что им положено по закону, не говоря уже о том, чтобы озвучивать позицию мусульман». При этом он сделал оговорку применительно к главе ДУМАЧР Нафигулле Аширову, который, по мнению Джемаля, стоит особняком «в силу того, что и его биография, и его карьера имеют нестандартный характер, и по своему происхождению он не принадлежит к клану клерикалов, образовавшемуся в результате сталинского решения». Также Джемаль выступил с критикой нижегородского муфтия Умара Идрисова за издание книги известного исламоведа Тауфика Ибрагима, которого он считает «муртадом» («вероотступником»).

## Обвинение в экстремизме
В июне 2009 года депутат Государственной Думы РФ Максим Мищенко направил запрос Генеральному прокурору РФ, в котором, основываясь на публикациях сайта Гейдара Джемаля islamcom.ru, требовал признать «Исламский комитет» экстремистской организацией и привлечь Джемаля к уголовной ответственности. В частности, цитировался следующий материал с сайта, посвящённый террористическом акту в Нальчике, в результате которого было убито 12 мирных жителей и 35 сотрудников силовых структур:
«В России мучеников, павших в боях за веру, называют террористами. (…) 13 октября 2005 года в Нальчике погибло более 90 мусульман, совершивших отчаянную, героическую атаку на врагов Аллаха, годами притеснявших верующих. Последние фотографии этих героев, сделанные их врагами уже в морге, мы публикуем здесь». После этого запроса сайт Гейдара Джемаля (islamkom.ru) переместился с домена «ru» на домен «org».
27 марта 2012 года сотрудники ФСБ провели обыск в нескольких квартирах Гейдара Джемаля на предмет хранения экстремистской литературы. В ходе обыска не было обнаружено запрещённых материалов. Пресс-служба ФСБ пояснила, что Джемаль подозревается в «публичном оправдании терроризма, а также публичных призывах к осуществлению экстремистской и террористической деятельности». Дело на Джемаля было заведено по статьям 205.2 («содействие террористической деятельности») и 280 («публичные призывы к насильственному изменению конституционного строя Российской Федерации») УК РФ.
Признаки указанных преступлений сотрудники ФСБ обнаружили в статье «Роль женщины в Джихаде» Юсуфа аль-Ийери — главы аравийского филиала международной террористической организации «Аль-Каида», которую разместила на сайте Исламского комитета, зарегистрированного на имя Джемаля Орхана Гейдароглы, помощник председателя «Исламского комитета» Татьяна Тарасова (признанной впоследствии виновной по ст. 205.2 УК РФ). В указанной статье содержались примеры из истории, когда женщины участвовали в боевых действиях, в том числе содержалась информация о террористическом акте, когда смертница Хава Бараева 6 июня 2000 года взорвалась в Чечне на базе ВС РФ. Институт криминалистики центра специальной техники ФСБ в своём заключении отметил, что «в указанной статье содержатся призывы к убийству большого количества людей путём совершения взрывов в рамках идеологической (политической) борьбы, а также заявления о признании практики терроризма, нуждающейся в подражании».

## Документальные фильмы
- 2012 — съёмки в фильме «Болотная лихорадка»[69][70].